# Starting over (三代目J Soul Brothers from EXILE TRIBEの曲)
「starting over」（スターティング・オーバー）は、三代目 J Soul Brothers from EXILE TRIBEの通算16枚目のシングルである。2015年4月15日にrhythm zoneから発売された。

## 概要
- 本作は自身初となる単独ドームツアー『三代目J Soul Brothers LIVE TOUR 2015 "BLUE PLANET"』のテーマソング。「CD」（RZCD-59899）のみの1形態での発売。ファンクラブ先行のプレミアムパッケージチケットにワンコインCD盤「starting over」が同梱された。[5]初回盤には、「三代目J Soul Brothers LIVE TOUR 2015 "BLUE PLANET"」のツアーロゴステッカーが封入されている。
- ミュージック・ビデオは、後に発売するオリジナル・アルバム『THE JSB LEGACY』DVD/Blu-rayに初収録された。
- 2020年、動画配信サービスCLのグランドオープン記念企画として、ファンクラブ会員とモバイル会員から募集した歌声や映像とともに、リアレンジバージョンの楽曲とメッセージムービーを制作[6]。同年8月3日に「starting over 〜one world〜」として配信リリースした[7]。

## チャート成績
- 2015年4月27日付のオリコン週間シングルランキングで、初週43.9万枚を売り上げて初登場1位を獲得した[8]。本作がグループで最も売り上げたシングルである(約45.6万枚)[9][10]。

## 収録内容

### CD
1. starting over [4:22]
作詞：小竹正人、作曲：FAST LANE, MATS LIE SKARE, 220, BCHO
  - 『三代目J Soul Brothers LIVE TOUR 2015「BLUE PLANET」』テーマソング。
2. starting over（Instrumental）

## 収録アルバム
| 収録アルバム            | 楽曲                        | 曲順 |
| ----------------------- | --------------------------- | ---- |
| THE JSB LEGACY          | starting over               | 10   |
| THE JSB WORLD (DISC-3)  | starting over               | 3    |
| BEST BROTHERS (DISC-01) | starting over               | 1    |
| THIS IS JSB             | starting over ～one world～ | 10   |